# Ocularia aurescens
Ocularia aurescens là một loài bọ cánh cứng trong họ Cerambycidae.